# Die tote Stadt
Die tote Stadt (La ciutat morta), op. 12, és una òpera en tres actes d'Erich Wolfgang Korngold sobre llibret alemany del mateix compositor i Paul Schott (pseudònim del seu pare, Julius Korngold), basat en la novel·la curta Bruges-la-Morte (1892), de l'escriptor flamenc Georges Rodenbach.
Erich Korngold va ser un nen prodigi en la música europea d'entreguerres a qui el nazisme va empènyer a fugir a Hollywood. Die tote Stadt és àmpliament considerada la seva obra mestra
Els dos fragments més famosos de l'òpera són Glück das mir verblieb o Cançó de Marietta (en l'òpera un duet per a tenor i soprano però que en concert es presenta habitualment com una ària per a soprano) i l'encisadora ària per a baríton, Mein sehnen, mein wähnen.

## Orígens
La novel·la de Rodenbach Bruges la Morte ja havia estat adaptada per l'autor per a una obra de teatre. L'obra va ser traduïda a l'alemany per Siegfried Trebitsch amb el títol Die stille Stadt (La ciutat silenciosa), que després va canviar per Das Trugbild (El Miratge). Trebitsch era amic del pare de Korngold, Julius. Tots dos es van conèixer un dia al carrer i van entaular una conversa sobre una possible adaptació operística. Trebitsch va conèixer més tard l'Erich, que estava entusiasmat amb el projecte. Trebitsch va recordar "Vaig conèixer el jove mestre Erich Wolfgang Korngold a la recerca d'un escenari o, millor encara, d'un estat d'ànim o de fons operístic que es pogués elaborar de manera espectacular. El vaig instar a prendre Das Trugbild. Julius va comentar com va evolucionar el projecte:
| « | Tan bon punt l'Erich va llegir l'obra, va redactar un escenari per a un acte, però Hans Müller el va instar a allunyar-se de les òperes en un acte i va dibuixar el primer dels tres actes en prosa. No obstant això, el seu treball en dues de les seves pròpies obres li va impedir anar molt més enllà, i com que la seva prosa era de totes maneres parlada i incansable, el vam excusar amb molt de gust de la tasca. | » |

Pare i fill van decidir adaptar l'obra ells mateixos i van coescriure el llibret amb el pseudònim de Paul Schott. Julius va decidir canviar la trama perquè l'assassinat es produeixi en un somni, més que en la realitat, com a l'original. Korngold va començar la composició el 1916. El va deixar durant un any per fer el servei militar abans de reprendre i completar la partitura.

## Representacions

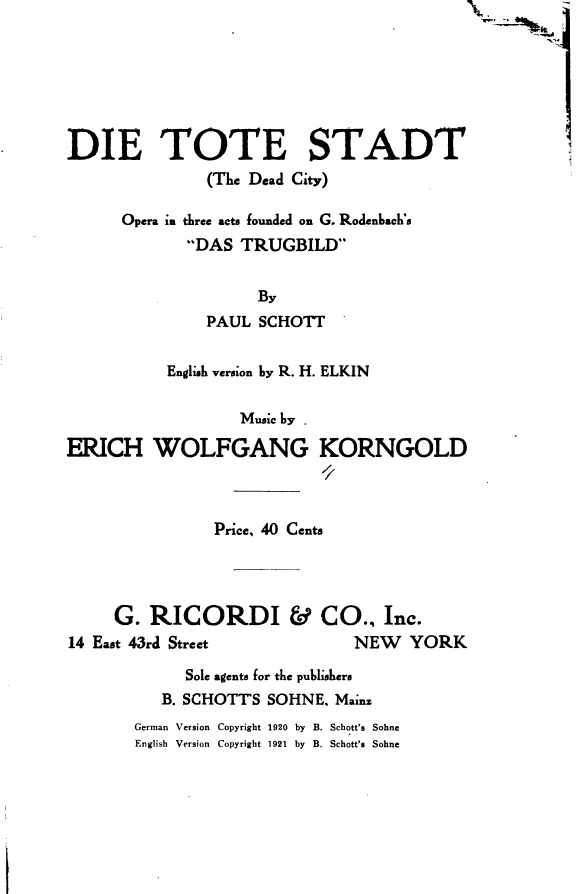
Portada del llibret publicat el 1921

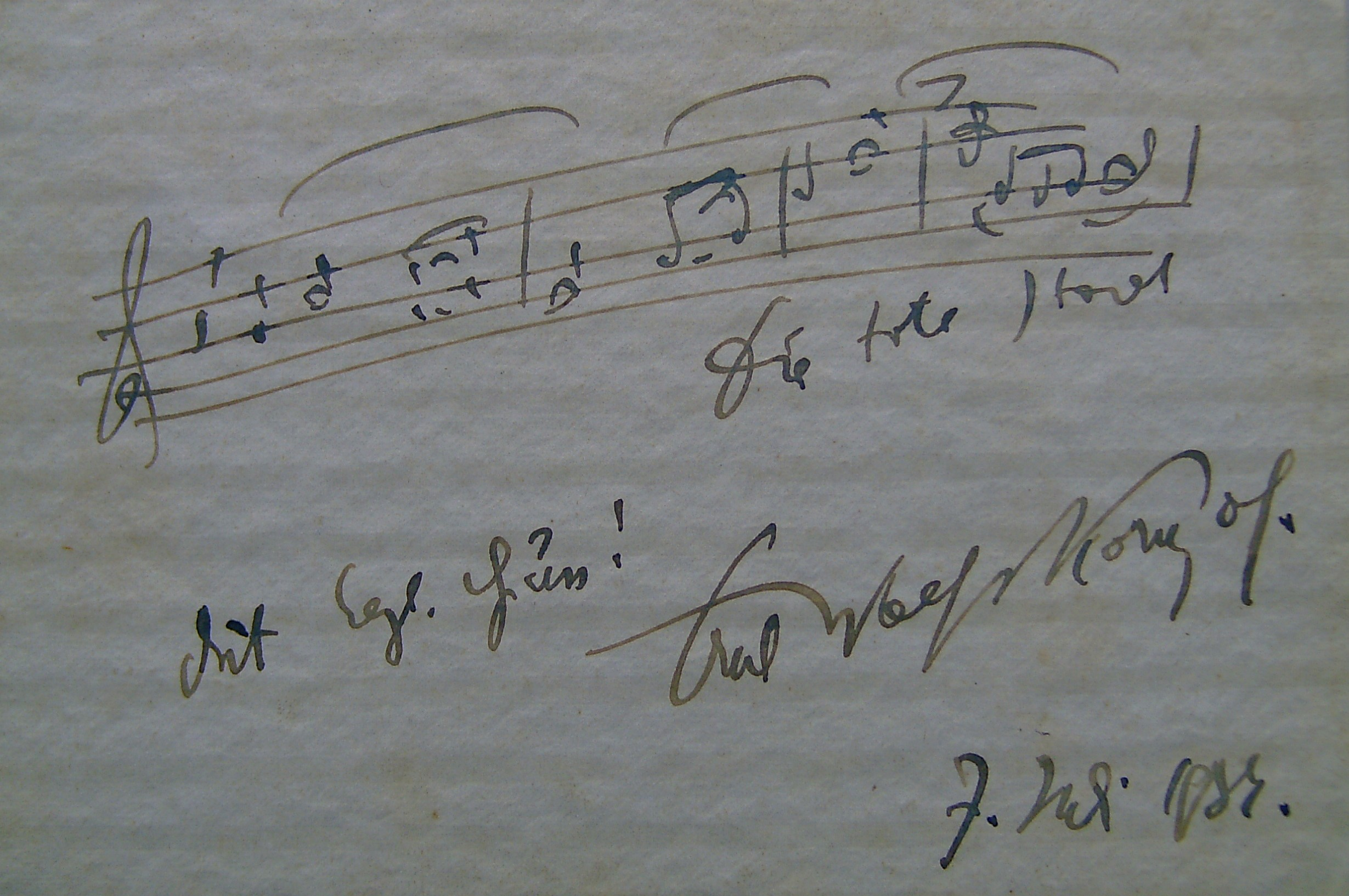
Notes de l'òpera amb dedicatòria

Quan Die tote Stadt es va estrenar el 4 de desembre de 1920, Korngold tenia només 23 anys amb dues òperes breus en un acte, Der Ring des Polykrates i Violanta, ja al seu nom. L'èxit d'aquestes obres anteriors va ser tan gran que Die tote Stadt va ser objecte d'una ferotge competència entre els teatres alemanys pel dret a l'estrena mundial. Al final, es va organitzar una doble estrena inusual i l'òpera es va estrenar simultàniament al Stadttheater d'Hamburg i a Colònia (Glockengasse). A Colònia, el director era Otto Klemperer, i la seva dona Johanna Geisler va cantar Marietta. A Hamburg, el mateix Korngold era al teatre, i el director era Egon Pollak. El tema de l'òpera de superar la pèrdua d'un ésser estimat va ressonar amb el públic contemporani de la dècada de 1920 que acabava de passar pel trauma i el dolor de la Primera Guerra Mundial, i això, sens dubte, va alimentar la popularitat de l'obra.
Die tote Stadtva ser un dels grans èxits de la dècada de 1920. Dos anys després de la seva estrena havia fet la volta al món, incloent-hi diverses actuacions al Metropolitan Opera de Nova York. L'estrena a Berlín va ser el 12 d'abril de 1924 amb Lotte Lehmann com a Marietta/Marie i Richard Tauber com a Paul, dirigida per George Szell.
Però l'obra va ser prohibida pel règim nazi a causa de l'ascendència jueva de Korngold i després de la Segona Guerra Mundial va caure en l'obscuritat. Els revivals clau de la postguerra de la peça van ser a la Vienna Volksoper (1967) i a la New York City Opera (1975). En els darrers anys, però, l'obra ha gaudit de notables revivals, entre d'altres al Teatre de Bonn, a la Royal Opera House, a l'Òpera de San Francisco i a l'⁣Òpera Estatal de Viena.
L'estrena francesa de l'òpera va tenir lloc en un concert l'any 1982 al Théâtre des Champs-Élysées de París. La primera representació escènica francesa va ser l'abril de 2001 a Estrasburg sota la batuta de Jan Latham-Koenig amb Torsten Kerl (Paul) i Angela Denoke (Marietta).
L'òpera va rebre la seva estrena al Regne Unit el 14 de gener de 1996 en un concert de la Kensington Symphony Orchestra dirigida per Russell Keable al Queen Elizabeth Hall, amb Ian Caley (Paul) i Christine Teare (Marie/Marietta). La primera representació escènica del Regne Unit va ser el 27 de gener de 2009 a la Royal Opera House de Covent Garden. L'òpera es va posar en escena per primera vegada en anglès per l'English National Opera el març de 2023, dirigida per Annilese Miskimmon i dirigida per Kirill Karabits.
L'òpera es va representar per primera vegada a Amèrica Llatina al Teatro Colón de Buenos Aires, Argentina, el 19 de setembre de 1999, amb Carlos Bengolea com a Paul, Cynthia Makris com a Marie/Marietta i David Pittman-Jennings com a Frank; Stefan Lano va ser el director.
El 2006 es va presentar a Barcelona amb una coproducció del Gran Teatre del Liceu, del Festival de Salzburg, de la Staatsoper de Viena i de la Nederlandse Opera d'Amsterdam.
A Austràlia, l'obra va ser estrenada per primera vegada per Opera Australia el 30 de juny de 2012 a l'Òpera de Sydney, amb Cheryl Barker com a Marie/Marietta, i Stefan Vinke com a Paul, dirigida per Christian Badea, dirigida per Bruce Beresford.
Opera Colorado va obrir una nova producció dirigida per Chas Rader-Shieber, dissenyada per Robert Perdziola i dirigida pel director musical Ari Pelto el 26 de febrer de 2023 a l' Ellie Caulkins Opera House. Va comptar amb Jonathan Burton com a Paul, Sara Gartland com a Marie/Marietta (escenificació), Kara Shay Thomson com a Marie/Marietta (veu), Daniel Belcher com a Frank/Fritz i Elizabeth Bishop com a Brigitta.

## Argument
Lloc: Bruges, Bèlgica, anomenada la ciutat morta (die tote Stadt) per la seva piadosa foscor
Època: Finals del segle XIX
Antecedents: Paul viu a la seva casa de Bruges on la seva jove dona, Marie, havia mort uns anys abans. Paul no ha acceptat la realitat de la seva mort. Manté una Kirche des Gewesenen (Temple del passat) en el seu honor, una habitació tancada amb clau amb records, incloses fotografies, un llaüt i una metxa de cabell. Fins que comença l'acció de l'òpera, ningú havia estat a la sala, excepte ell i la seva mestressa Brigitta.

### Acte 1
Brigitta està ensenyant a Frank, un vell amic de Paul, a Bruges de visita, l'habitació tancada, explicant-li que només el dia abans, Paul havia anunciat inesperadament que la sala es podria tornar a obrir. En Paul arriba, insistint emocionat que la Marie encara viu. Li diu a Frank que el dia abans va conèixer una dona als carrers de Bruges que s'assembla exactament a Marie (de fet, Paul vol creure que és la Marie ressuscitada) i l'ha convidat a tornar a casa seva. Frank se'n va, prometent tornar aviat. La dona, que es diu Marietta, apareix a la seva cita amb Paul. Es troba a Bruges com a ballarina en una companyia d'òpera interpretant Robert le diable de Meyerbeer. Sense explicar la seva motivació, li regala una bufanda per posar-se i un llaüt, recreant una fotografia de Marie. Li demana que canti una cançó que la Marie solia cantar (Cançó de llaüt", Glück das mir verblieb), unint-se al segon vers, que acaba amb les paraules Glaub, es gibt ein Auferstehen (creu que hi ha una resurrecció). Senten passar pel carrer alguns dels seus companys de la companyia d'òpera. La Marietta els vol agitar amb la mà, però en Paul l'atura, per por d'escàndols si els veïns la veuen a les seves habitacions. Ella balla per a ell (O Tanz, o Rausch), però acaba amb l'excusa que ha de marxar a l'assaig, donant a entendre que podria buscar-la i trobar-la de nou. Mentrestant, Paul es veu conduït a un estat d'ansietat extrema.
Esquinçat entre la seva lleialtat a Marie i el seu interès per Marietta, s'enfonsa en una cadira i comença a al·lucinar. Veu el fantasma de Marie sortir del seu retrat. Ella l'insta a admetre que està temptat per l'altra dona.

### Acte 2
Des d'aquest punt de la història fins a gairebé al final de l'òpera, tots els esdeveniments formen part d'una visió que té lloc a la ment de Paul.
És una tarda de lluna. Paul es troba al costat d'un canal, fora de la casa solitària on viu la Marietta. La porta està tancada. Ha cedit a la seva passió per ella, tot i que ho veu com un pecat. Passa un grup de monges, entre les quals hi ha Brigitta vestida de novícia. Ella li diu a Paul que l'ha deixat a causa del seu pecat i mor. Apareix en Frank i en Paul s'adona que són rivals per l'afecte de la Marietta, quan Frank li mostra que té la clau de la casa de la Marietta. Paul li agafa la clau i Frank se'n va. Paul es retira per veure des de la distància com els vaixells baixen pel canal, amb membres de la companyia d'òpera, entre ells Viktorin (el director d'escena), Fritz (el Pierrot), el comte Albert (un ric penjat) i altres que tots surten de les barques. Viktorin canta una serenata a la Marietta, que encara no ha vist. Aleshores apareix la mateixa Marietta i explica que es va perdre l'assaig perquè no estava d'humor i es va escapar. Ella coqueteja amb el comte. A petició seva, Fritz canta una cançó nostàlgica (Mein Sehnen, mein Wähnen). Marietta proposa que assagin el famós ballet de Robert le diable en què les monges s'aixequen seductores de les seves tombes, amb ella mateixa com la monja principal Helen. Quan comencen la promulgació, en Paul ja no ho suporta i surt de l'amagatall per enfrontar-se al grup. Marietta desactiva la situació enviant els altres lluny. Tenen una baralla tensa durant la qual Marietta finalment s'adona que l'obsessió de Paul per ella prové de la seva semblança amb la seva dona morta. Ella insisteix que l'estima per ella mateixa i van junts a la casa d'en Paul, on ella pretén trencar l'apoderament de la Marie morta.

### Acte 3
La visió de Paul continua. De tornada a casa seva, on ell i la Marietta han passat la nit, és al matí el dia d'una festa religiosa. Paul mira la processó del festival des d'una finestra del temple del passat, però no vol que Marietta estigui al seu costat per si algú de fora els veu junts. La seva preocupació arriba al punt que Paul s'imagina que la processó passa per la sala. La Marietta està cada cop més farta i comença a burlar-se d'ell ballant de manera seductora mentre acaricia els cabells de la seva dona morta. Enfadat, Paul agafa la metxa de cabell i estrangula la Marietta amb ell. Mirant el seu cadàver, exclama "Ara és exactament com la Marie".
En aquest punt s'acaba la visió de Pau. Quan Paul torna a la realitat, se sorprèn que el cos de Marietta no es trobi enlloc. La Brigitta entra i l'informa que la Marietta ha tornat a recollir el seu paraigua que va deixar a casa quan va marxar uns minuts abans. La Marietta entra per agafar el paraigua i marxa quan Frank torna, tal com havia promès. Paul li diu a Frank que no tornarà a veure la Marietta. Frank anuncia que marxa de Bruges i li pregunta si també vindrà en Paul, a la qual cosa respon: "Ho intentaré". L'òpera acaba amb una repetició de Glück, das mir verblieb, però amb les últimes paraules ara "Aquí, no hi ha resurrecció". Dona una mirada de comiat a l'habitació mentre cau el teló.

## Enregistraments
| Any  | Elenc                                                                                            | Director, Teatre i orquestra                                | Segell                   |
| ---- | ------------------------------------------------------------------------------------------------ | ----------------------------------------------------------- | ------------------------ |
| 1952 | Maud Cunitz, Karl Friedrich                                                                      | Fritz Lehmann                                               | [ 8 ]                    |
| 1975 | Carol Neblett, René Kollo, Hermann Prey, Benjamin Luxon, Rose Wagemann, Gabriele Fuchs           | Erich Leinsdorf, Orquestra Simfònica de la Ràdio de Múnic   | RCA Records CD #87767(2) |
| 1996 | Katarina Dalayman, Anders Bergstrom, Ingrid Tobiasson, Hilde Leidland, Lars-Erik Jonsson         | Leif Segerstam, Orquestra Teatre Reial d'Estocolm           | Naxos (gravació en viu)  |
| 2003 | Angela Denoke, Torsten Kerl, Birgitta Svendén, Yuri Batukov, Barbara Beier, Christian Baumgartel | Jan Latham-Koenig, Filharmònica d'Estrasburg, Opéra de Rhin | DVD: Arthaus Music       |
| 2005 | Angela Denoke, Bo Skovhus, Torsten Kerl, Eberhard Lorenz, Michael Roider                         | Donald Runnicles, Orquestra Filharmònica de Viena           | Orfeo                    |